# Grand Hôtel (Lyon)
Pour les articles homonymes, voir Grand Hôtel.
Le Grand Hôtel ou Hôtel Boscolo Lyon (anciennement Grand Hôtel Concorde) est un hôtel de luxe situé au 11, quai Jules-Courmont dans le quartier de Bellecour et le 2e arrondissement de Lyon, en France. Construit en 1897, il appartient au groupe hôtelier italien Boscolo depuis 2002-2003.

## Histoire

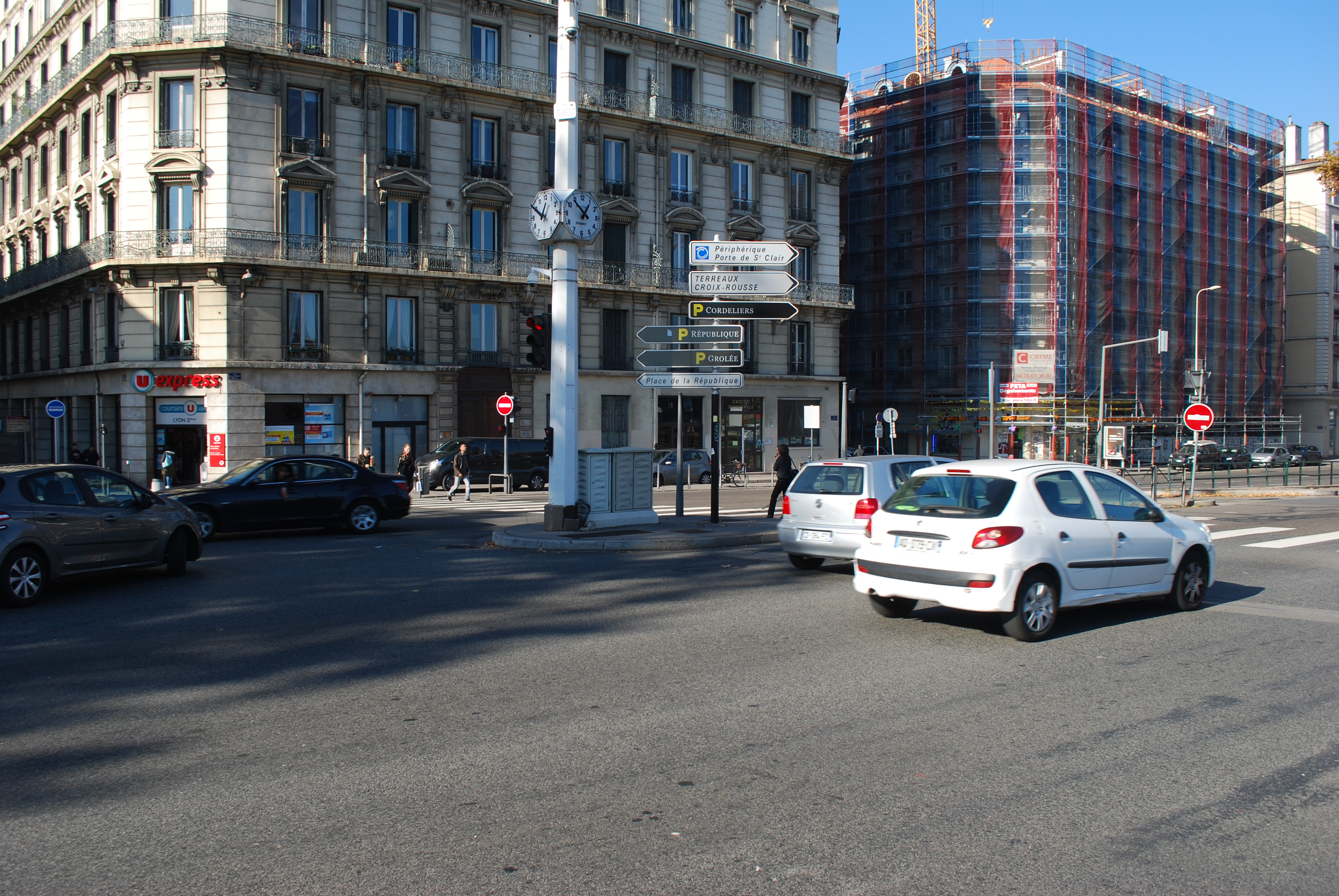
L'hôtel en rénovation, au second plan. On distingue l'ajout d'œils-de-bœuf sur le toit.

Le Grand Hôtel est construit en 1897.
Ses salons servent de cadre à une rencontre entre Martin Luther King et des associations militantes locales lors de la visite du prix Nobel de la paix à Lyon le 29 mars 1966.
Boscolo, groupe hôtelier italien, en fait l'acquisition en 2002-2003. Mais les quatre frères Boscolo ayant des divergences de vues sur l'avenir de cet hôtel, il est racheté avec l'hôtel Boscolo Exedra Nice en 2016 par l'un des frères, Angelo Boscolo, alors que le reste des hôtels du groupe est vendu à l'américain Värde Partners (es) sous le nom The Dedica Anthology.
Angelo Boscolo investit 20 millions d'euros dans la rénovation de l'hôtel, avec un design élaboré par l'Italien Maurizio Papiri. Sa rénovation dure de 2012 et 2018, une annulation de permis de construire et les hésitations des frères Boscolo ayant conduit à un important retard dans le chantier. Des infiltrations obligent à fermer l'hôtel fin 2014. Il rouvre fin septembre 2018,,,,.
À partir de fin 2018, l'Hôtel Boscolo classé 5 étoiles offre 133 chambres sur un total de 700 chambres 5 étoiles à Lyon, juste derrière les 144 chambres et suites de l'InterContinental Lyon - Hôtel-Dieu.